# Maxa liga
A Maxa liga Csehország másodosztályú jégkorongbajnoksága. 1993-ban alakult a Cseh Jégkorongszövetség rendezésében. A 2023-24-es szezonban 14 csapat vett részt a bajnokságban. A bajnokság kiesés-feljutás rendszerében működik, a rájátszás győztese felkerülhet a Cseh Extraligába.

## Története
A Maxa liga 1993-ban jött létre Csehszlovákia felbomlása után az 1. česká národní hokejová liga másodosztályú bajnokságot felváltva.

### A bajnokság elnevezései és főszponzorok
| Időszak   | A bajnokság hivatalos elnevezése | Névadó szponzor    | Iparág         |
| --------- | -------------------------------- | ------------------ | -------------- |
| 1993-1997 | 1. liga ČR                       | nincs              | nincs          |
| 1997-2000 | 1. DZ liga                       | Družstevní záložna | hitelintézet   |
| 2000-2003 | 1. ČP liga                       | Česká pojišťovna   | biztosítás     |
| 2003-2015 | 1. liga LH ČR                    | nincs              | nincs          |
| 2015-2018 | WSM liga                         | WSM                | szoftver       |
| 2018-2024 | Chance liga                      | Chance             | szerencsejáték |
| 2024-     | Maxa liga                        | Maxa               | szerencsejáték |

## Lebonyolítás

### Alapszakasz
Az alapszakaszban 14 csapat vesz részt. Egy csapat 52 mérkőzést játszik, mindegyik csapattal 4-et, 2-2 meccset otthon és idegenben. Az alapszakasz során a legkevesebb pontot szerző csapat kiesik a harmadosztályba.

### Rájátszás
A rájátszásba az első hat helyen végző csapat egyből a negyeddöntőbe kvalifikálja magát. A 7-10. helyen végző csapat a nyolcaddöntőbe kerül, ahol két nyertes meccsig tartó sorozatokban mérkőznek meg a negyeddöntőbe jutásért. A rájátszás győztese osztályozókat játszik a Cseh Extraliga utolsó helyezettjével az első osztályba jutásért.

## Résztvevők

### Jelenlegi csapatok
A 2023-24-es szezonban a bajnokságban részt vevő csapatok:
| Csapat                   | Város         | Jégcsarnok                       | Férőhely |
| ------------------------ | ------------- | -------------------------------- | -------- |
| HC Baník Sokolov         | Sokolov       | Zimní stadion Sokolov            | 5 000    |
| VHK ROBE Vsetín          | Vsetín        | Zimní stadion Na Lapači          | 5 400    |
| HC Slavia Praha          | Prága         | Zimní stadion Eden               | 4 000    |
| HC Stadion Litoměřice    | Litoměřice    | Kalich aréna                     | 1 750    |
| HC ZUBR Přerov           | Přerov        | Zimní stadion Přerov             | 3 000    |
| HC Frýdek-Místek         | Frýdek-Místek | Hala Polárka                     | 2 056    |
| LHK Jestřábi Prostějov   | Prostějov     | Zimní hokejový stadion Prostějov | 5 125    |
| HC Dukla Jihlava         | Jihlava       | CZ LOKO Arena                    | 6 500    |
| SK Horácká Slavia Třebíč | Třebíč        | Zimní stadion města Třebíče      | 5 000    |
| HC RT TORAX Poruba       | Ostrava       | Zimní stadion Ostrava - Poruba   | 5 000    |
| HC Dynamo Pardubice B    | Chrudim       | Zimní stadion Chrudim            | 1 744    |
| SC Kolín                 | Kolín         | Zimní stadion Kolín              | 5 500    |
| HC LERAM Orli Znojmo     | Znojmo        | Nevoga aréna                     | 4 800    |
| PSG Berani Zlín          | Zlín          | Zimní stadion Luďka Čajky        | 7 000    |

## Nézettség
| Szezon  | Átlagos nézőszám | Helyezés | Legnézettebb csapat     |
| ------- | ---------------- | -------- | ----------------------- |
| 2021–22 | 734              | 4.       | VHK ROBE Vsetín (1587)  |
| 2022–23 | 1136             | 5.       | PSG Berani Zlín (2 414) |
| 2023–24 | 1177             | 5.       | PSG Berani Zlín (2 738) |
| 2024–25 | 1192             | 6.       | PSG Berani Zlín (3 008) |